# Falu IK
Falu IK är en idrottsklubb grundad 1901 i Falun. Föreningen hade tidigare skid-, fiske- och friidrottssektioner men 2016 gjordes sektionerna om till de fristående föreningarna Falu IK Skidklubb, Falu IK - friidrott och Stångtjärns fiske.
Falu IK har sedan bildandet 1901 haft idrottsverksamhet inom såväl lagidrott som individuell idrott. Under 1900-talets första hälft fanns både bandy, ishockey, vattenpolo och fotboll på programmet. Så även brottning, simning, orientering, skridsko, skidor, backhoppning och allmän idrott (nutida friidrott). Även cykel under en kort period.
Under alla år har skidor och friidrott varit starka aktiviteter. Brottning, simning och skridsko var starka och framgångsrika verksamheter under perioden 1920–1960. Idag dominerar friidrott, med stor ungdomsverksamhet och framstående elit i världsklass. Skidor har efter en svacka under 1990-talet börjat öka i omfattning också här med ungdomsverksamhet och några lovande talanger.
Falu IK har under alla tider tävlat och nått framgångar i distriktstävlingar, i nationella och internationella mästerskap samt i olympiska spel (redan 1932 i Lake Placid).
Falu IK är en aktad arrangörsklubb med flera stora arrangemang bakom sig. Redan 1901 arrangerades de första tävlingarna (100 m hastighetslöpning och 2500 m terränglöpning). 1955 genomfördes det stora evenemanget Skridsko EM i Falun, där det tävlades i två dagar med 40 000 besökare. Även vid världsmästerskapen i nordisk skidsport 1954, 1974 och 1993 bar Falu IK ett stort arrangörsansvar. Idag är Lilla SS (numera Lilla Skidspelen), Falun-Borlänge-loppet, Tjejruset, Falu Kurirenspelen (f.d Festisspelen) och DD-spelen är exempel på återkommande arrangemang som föreningen är med och arrangerar. 
Falu IK har varit en aktiv pådrivare för att få till stånd olika typer av arenor för idrott. Redan 1902 anlades den första vinteridrottsplatsen på Östanforsåns is. Klubben har varit initiativtagare till och iordningställare av skridskoovaler, hoppbackar, friidrottsplatser och inomhusarena. Idag utgör Lugnetanläggningarna en stor tillgång för föreningen och kommunens övriga idrottsutövare.
Föreningen har en klubbstuga och kansli i Stångtjärnsstugan som färdigställdes 1945. Stugan ligger vid den lilla tjärnen Stångtjärn strax utanför Falun. I tjärnen inplanteras årligen ädelfisk för fiske. I anslutning till stugan finns motionsspår, elbelysta spår och ett friluftsbad. Vintertid erbjuds skidspår (60 km preparerade) och det finns möjligheter till dusch och ombyte efter avslutad aktivitet.

## Några mer eller mindre kända medlemmar genom tiderna
- Jenny och Susanna Kallur, friidrottare.
- Daniel Tynell skidåkare och vasaloppssegrare.
- Torbjörn "Grycksboexpressen" Eriksson friidrottare.
- Linda-Marie Mårtensson friidrottare.
- Anneli Edling friidrottare.